# Distretto di Isser
Il distretto di Isser è un distretto della provincia di Boumerdès, in Algeria, con capoluogo Isser.

## Comuni
Il distretto di Isser comprende 4 comuni:
- Isser
- Si Mustapha
- Timezrit
- Chabet El Ameur

| Controllo di autorità | GND (DE) 112427037X · BNF (FR) cb43590459c (data) |